# Адамс, Че
Че Зак Эвертон Фред А́дамс (англ. Ché Zach Everton Fred Adams; род. 13 июля 1996, Лестер, Восточный Мидленд) — шотландский и английский футболист, центральный нападающий итальянского клуба «Торино» и национальной сборной Шотландии. Участник двух чемпионатов Европы (2020 и 2024).

## Клубная карьера
Уроженец Лестера, Адамс начал играть в футбол в академии местного клуба «Хайфилд Рейнджерс». В возрасте семи лет стал игроком футбольной академии «Ковентри Сити», а в возрасти четырнадцати лет был отпущен из клуба. В дальнейшем играл за лестерский клуб «Сент-Эндрюс». В 2012 году стал игроком клуба «Оудби Таун», выступая сначала за молодёжную команду, а затем за первую команду, сыграв в сезоне 2012/13 33 матча и забив 5 голов в Лиге объединённых графств. С 2013 по 2014 год выступал за команду молодёжной академии клуба «Илкстон».
14 ноября 2014 года перешёл в клуб Лиги 1 «Шеффилд Юнайтед», подписав с «клинками» двухлетний контракт. The fee was officially undisclosed,. 16 декабря 2014 года дебютировал на профессиональном уровне в матче против «Саутгемптона», выйдя на замену в матче Кубка Футбольной лиги. 20 декабря того же года дебютировал в Футбольной лиге Англии, выйдя в стартовом составе на мтач Лиги 1 против «Уолсолла» на стадионе «Брэмолл Лейн». В общей сложности провёл за «клинков» 55 матчей и забил 15 мячей.
В августе 2016 года перешёл в «Бирмингем Сити», подписав с клубом Чемпионшипа трёхлетний контракт. 16 августа 2016 года дебютировал за «Сити» в матче Чемпионшипа против «Уиган Атлетик». 20 августа в матче против «Вулверхэмптон Уондерерс» забил свой первый гол за «Сити». В своём первом сезоне в составе «Бирмингем Сити» Адамс сыграл в 40 матчах Чемпионшипа и забил 7 голов, а также был признан лучшим молодым игроком сезона.
8 августа 2017 года забил первый в своей профессиональной карьере хет-трик в матче Кубка Английской футбольной лиги против «Кроли Таун». В сезоне 2017/18 забил 9 голов во всех турнирах, что было достаточным, чтобы стать лучшим бомбардиром «Бирмингем Сити» в том сезоне.
В сезоне 2018/19 забил в Чемпионшипе 22 гола, включая два хет-трика (в матчах против «Халл Сити» 10 ноября и «Куинз Парк Рейнджерс» 9 февраля). Он был включён в состав символической «команды сезона» Чемпионшипа и номинирован на звание лучшего игрока сезона в Чемпионшипе. Он вновь стал лучшим бомбардиром «Сити» в сезоне, а также был признан лучшим игроком года по версии голосования как болельщиков, так и игроков «Бирмингем Сити», а его гол в ворота «Суонси Сити» 29 января 2019 года был признан лучшим голом сезона в клубе.
1 июля 2019 года Адамс перешёл в «Саутгемптон» за 15 млн фунтов, подписав с клубом пятилетний контракт. 10 августа 2019 года дебютировал в Премьер-лиге в матче против «Бернли». 5 июля 2020 года, спустя год после перехода в «Саутгемптон», Адамс забил свой первый гол за «святых» дальним ударом с 40 ярдов в матче Премьер-лиги против «Манчестер Сити». Этот гол стал единственным в матче и принёс «святым» победу над «горожанами». Адамсу удалось забить гол только в тридцатом матче за клуб.

## Карьера в сборной
Вызывался в сборную Англии (до 20 лет), за которую провёл два матча против Чехии в сентябре 2015 года. Дебютировал за команду 5 сентября 2015 года в матче, который завершился победой со счётом 5:0, выйдя на замену Тайлеру Уокеру на последние 17 минут матча. Вышел в стартовом составе во втором матче, в котором англичане проиграли со счётом 0:1.
16 марта 2021 года главный тренер сборной Шотландии Стив Кларк впервые вызвал Адамса для участия в матчах отборочного турнира к чемпионату мира 2022 года против сборных Австрии, Израиля и Фарерских островов. 25 марта 2021 года дебютировал в сборной Шотландии в домашнем матче против сборной Австрии, выйдя на замену Стюарту Амстронгу на 66-й минуте. Свой первый гол за сборную забил 31 марта 2021 года в домашнем матче против сборной Фарерских островов, отличившись на 59-й минуте игры.
19 мая 2021 года был включён в официальную заявку сборной Шотландии для участия в матчах чемпионата Европы 2020 года, а также в товарищеских матчах против сборных Нидерландов и Люксембурга (2 и 6 июня 2021 года соответственно).

## Статистика выступлений

### Клубная
| Выступление      | Выступление          | Выступление      | Лига | Лига | Кубок | Кубок | Кубок лиги | Кубок лиги | Прочие | Прочие | Итого | Итого |
| Клуб             | Лига                 | Сезон            | Игры | Голы | Игры  | Голы  | Игры       | Голы       | Игры   | Голы   | Игры  | Голы  |
| ---------------- | -------------------- | ---------------- | ---- | ---- | ----- | ----- | ---------- | ---------- | ------ | ------ | ----- | ----- |
| Оудби Таун       | Первый дивизион ЛОГ  | 2012/13          | 33   | 5    | 2     | 1     | 0          | 0          | 6      | 2      | 41    | 8     |
| Оудби Таун       | Итого                | Итого            | 33   | 5    | 2     | 1     | 0          | 0          | 6      | 2      | 41    | 8     |
| Илкстон          | Премьер-дивизион СПЛ | 2013/14          | 23   | 1    | 0     | 0     | 0          | 0          | 5      | 0      | 28    | 1     |
| Илкстон          | Премьер-дивизион СПЛ | 2014/15          | 17   | 8    | 3     | 0     | 0          | 0          | 1      | 1      | 21    | 9     |
| Илкстон          | Итого                | Итого            | 40   | 9    | 3     | 0     | 0          | 0          | 6      | 1      | 49    | 10    |
| Шеффилд Юнайтед  | Лига 1               | 2014/15          | 10   | 0    | 0     | 0     | 2          | 2          | 1      | 1      | 13    | 3     |
| Шеффилд Юнайтед  | Лига 1               | 2015/16          | 36   | 11   | 2     | 0     | 2          | 0          | 1      | 1      | 41    | 12    |
| Шеффилд Юнайтед  | Лига 1               | 2016/17          | 1    | 0    | 0     | 0     | 0          | 0          | 0      | 0      | 1     | 0     |
| Шеффилд Юнайтед  | Итого                | Итого            | 47   | 11   | 2     | 0     | 4          | 2          | 2      | 2      | 55    | 15    |
| Бирмингем Сити   | Чемпионшип           | 2016/17          | 40   | 7    | 2     | 0     | 0          | 0          | 0      | 0      | 42    | 7     |
| Бирмингем Сити   | Чемпионшип           | 2017/18          | 30   | 5    | 2     | 1     | 1          | 3          | 0      | 0      | 33    | 9     |
| Бирмингем Сити   | Чемпионшип           | 2018/19          | 46   | 22   | 1     | 0     | 1          | 0          | 0      | 0      | 48    | 22    |
| Бирмингем Сити   | Итого                | Итого            | 116  | 34   | 5     | 1     | 2          | 3          | 0      | 0      | 123   | 38    |
| Саутгемптон      | Премьер-лига         | 2019/20          | 30   | 4    | 3     | 0     | 2          | 0          | 0      | 0      | 35    | 4     |
| Саутгемптон      | Премьер-лига         | 2020/21          | 36   | 9    | 5     | 0     | 1          | 0          | 0      | 0      | 42    | 9     |
| Саутгемптон      | Премьер-лига         | 2021/22          | 30   | 7    | 1     | 0     | 2          | 1          | 0      | 0      | 33    | 8     |
| Саутгемптон      | Премьер-лига         | 2022/23          | 28   | 5    | 2     | 0     | 5          | 5          | 0      | 0      | 35    | 10    |
| Саутгемптон      | Чемпионшип           | 2023/24          | 40   | 16   | 4     | 2     | 1          | 0          | 1      | 0      | 46    | 18    |
| Саутгемптон      | Итого                | Итого            | 164  | 41   | 15    | 2     | 11         | 6          | 1      | 0      | 191   | 49    |
| Торино           | Серия А              | 2024/25          | 0    | 0    | 0     | 0     | 0          | 0          | 0      | 0      | 0     | 0     |
| Торино           | Итого                | Итого            | 0    | 0    | 0     | 0     | 0          | 0          | 0      | 0      | 0     | 0     |
| Всего за карьеру | Всего за карьеру     | Всего за карьеру | 400  | 100  | 27    | 4     | 17         | 11         | 15     | 5      | 459   | 120   |

### Статистика за сборную
| Сборная          | Сезон            | Товарищеские | Товарищеские | Официальные | Официальные | Итого | Итого |
| Сборная          | Сезон            | Игры         | Голы         | Игры        | Голы        | Игры  | Голы  |
| ---------------- | ---------------- | ------------ | ------------ | ----------- | ----------- | ----- | ----- |
| Шотландия        |                  |              |              |             |             |       |       |
| 2021             | 1                | 1            | 12           | 3           | 13          | 4     |       |
| 2022             | 2                | 0            | 7            | 1           | 9           | 1     |       |
| 2023             | 0                | 0            | 1            | 0           | 1           | 0     |       |
| Всего за карьеру | Всего за карьеру | 3            | 1            | 20          | 4           | 23    | 5     |

## Достижения

### Командные достижения
«Илкстон»
- Обладатель Большого кубка Дербишира: 2013/14

### Личные достижения
- Молодой игрок года в «Шеффилд Юнайтед»: 2015/16
- Молодой игрок сезона в «Бирмингем Сити»: 2016/17
- Игрок месяца в Чемпионшипе: февраль 2019
- Игрок сезона в «Бирмингем Сити» по версии болельщиков, по версии игроков, лучший бомбардир клуба в сезоне и автор лучшего гола сезона в клубе: 2018/19[17]